# كيري كيلي
كيري كيلي (بالإنجليزية: Keri Kelli)‏ هو موسيقي وعازف قيثارة أمريكي، ولد في 7 سبتمبر 1971 في شاطئ هنتنغتون في الولايات المتحدة.

## وصلات خارجية
- الموقع الرسمي
- كيري كيلي على موقع IMDb (الإنجليزية)
- كيري كيلي على موقع ميوزك برينز (الإنجليزية)
- كيري كيلي على موقع أول ميوزيك (الإنجليزية)
- كيري كيلي على موقع ديسكوغز (الإنجليزية)
- كيري كيلي على موقع قاعدة بيانات الفيلم (الإنجليزية)